# Rai Mean
Rai Mean ist eine osttimoresische Aldeia. Sie liegt im Süden des Sucos Lahane Oriental (Verwaltungsamt Nain Feto, Gemeinde Dili). Im Norden grenzt Rai Mean an die Aldeias Sare  und Becoe und im Westen an die Aldeia Suhu Rama. Im Süden befindet sich der Suco Balibar und im Osten der Suco Ailok. An der Westgrenze von Rai Mean verläuft der Bemori, ein Nebenfluss des Mota Claran, der nur in der Regenzeit Wasser führt.
Im dünnbesiedelten Rai Mean leben nur 77 Menschen (2015). Die meisten Häuser befinden sich im Norden der Aldeia.